# Brian Ortega

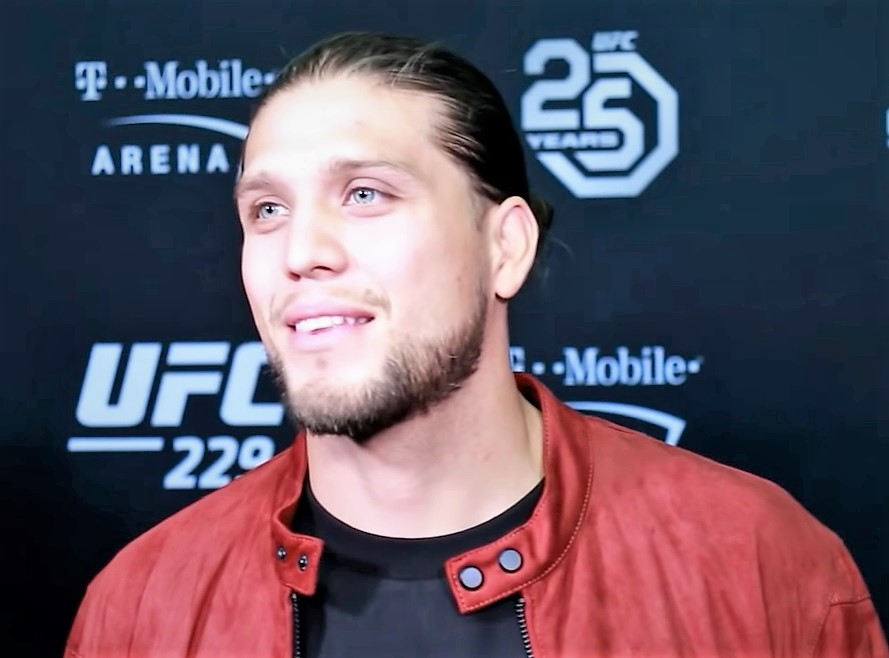
Brian Ortega, 2018

Brian „T-City“ Ortega (* 21. Februar 1991) ist ein US-amerikanischer Mixed-Martial-Arts-Kämpfer. Er ist derzeit (Stand Januar 2024) an vierter Stelle der Featherweight Division der Ultimate Fighting Championship (UFC). Seine professionelle Karriere begann im April 2010. Im Januar 2014 gewann Ortega den Featherweight-Titel in der Resurrection Fighting Alliance RFA. Seit Juli 2014 kämpft er in der UFC.

## Karriere in der UFC
Sein UFC-Debüt gab Brian Ortega am 26. Juli 2014 beim Event UFC on FOX 12: Lawler vs. Brown gegen den Amerikaner Mike de la Torre im SAP Center, San Jose, USA. Ortega gelang es in Minute 1:39 der ersten Runde de la Torre mittels Rear-Naked Choke zum Aufgeben zu zwingen. Der Sieg markierte Ortegas fünften durch Submission, wobei ihm vier davon in der ersten Runde gelangen. Der Kampf wurde im Nachhinein als No Contest erklärt, da Ortega durch einen Urintest der World Anti-Doping Agency (WADA) die Einnahme des anabolen Steroids Drostanolon nachgewiesen wurde. Es folgte eine neun Monate lange Suspension und eine Geldstrafe von 2,500 $ durch die California State Athletic Commission (CSAC).
Am 6. Juni 2015 kämpfte Brian Ortega gegen den Brasilianer Thiago Tavares. Aufgrund von tiefen Cuts über Tavares' rechtem Auge kam es in der zweiten Runde beinahe zu einem Abbruch des Wettkampfs, der Arzt entschied jedoch dagegen. Ortega gewann via TKO/KO in der 3. Runde. Beide Kämpfer gewannen den Fight of the Night Bonus der UFC in Höhe von 50,000 $.
Am 2. Januar 2016 gewann Ortega gegen den Brasilianer Diego Brandao. Brandao hatte die Überhand in den ersten beiden Runden. In der dritten Runde gelang es Ortega, sein Jiu-Jitsu-Können unter Beweis zu stellen. Nach einigen zunächst gescheiterten Submissionsversuchen zwang er Brandao mittels Triangle Choke zur Aufgabe.
Ortega trat am 4. Juni 2016 gegen den Amerikaner Clay Guida ins Octagon, beim Event UFC 199: Rockhold vs. Bisping 2. In der dritten Runde konnte Ortega durch ein Knie Knockout den Kampf für sich entscheiden.
Am 1. Oktober 2016 sollte Ortega bei UFC Fight Night 96 gegen den Brasilianer Hacran Dias antreten. Mitte September zog sich Brian Ortega aufgrund einer Verletzung an der rechten Schulter aus dem Kampf zurück. Er unterzog sich einer Operation, die 2011 bereits an seiner linken Schulter durchgeführt wurde. Es folgte eine zehnmonatige Pause.
Nach seiner Genesung trat er am 29. Juli 2017 beim Event UFC 214: Cormier vs. Jones 2 gegen den Brasilianer Renato Moicano an. In der dritten Runde gelang Moicano ein Takedown, Ortega setzte jedoch zu einem Guillotine Choke an und zwang so seinen Kontrahenten zur Aufgabe. Beide Kämpfer erhielten den Fight of the Night Bonus.
Ortegas' Gegner in seinem ersten Main Event in der UFC am 9. Dezember 2017 war der Amerikaner Cub Swanson. Am Ende der ersten Runde wurde Swanson beinahe zur Aufgabe gezwungen, nachdem Ortega zu einem D'Arce Choke angesetzt hatte. Die Runde endete jedoch, bevor Ortega die Submission vollenden konnte. Er gewann den Kampf in der zweiten Runde mittels Flying Guillotine Choke. Beide Kämpfer gewannen den Fight of the Night Bonus, Ortega gewann zusätzlich den Performance of the Night Bonus, ebenfalls in Höhe von 50,000 $.
Max Holloway (damaliger und zum Zeitpunkt der Abfassung aktueller Featherweight Champion der UFC) sollte am 3. März 2018 beim Event UFC 222: Cyborg vs. Kunitskaya seinen Titel gegen den Amerikaner Frankie Edgar verteidigen. Anfang Februar zog sich Holloway aus dem Kampf zurück. Als Grund wurde eine Beinverletzung genannt, die er sich während des Trainings zugezogen hatte. Als Ersatz trat Brian Ortega gegen Edgar an, der seine damaligen fünf Niederlagen ausschließlich nach Punktentscheidungen erlitten hatte. Brian Ortega gewann 16 Sekunden vor dem Ende der ersten Runde via Knockout. Er war damit der erste Kämpfer, dem ein KO/TKO-Sieg gegen den damals 36-jährigen Veteran des Sports gelang. Wie auch in seinem letzten Wettkampf erhielt Ortega den Performance of the Night Bonus.
Nach seinem Sieg gegen den damals auf Rang zwei der Featherweight Division platzierten Frankie Edgar (hinter dem Brasilianer Jose Aldo und dem amtierenden Champion Max Holloway), landete Brian Ortega auf Rang eins und wurde damit Anwärter auf den Titel.
Der Kampf zwischen Holloway und Ortega wurde für UFC 226 am 7. Juli 2018 festgesetzt. Am Mittwoch, den 4. Juli wurde Max Holloway offiziell aus dem Wettstreit zurückgezogen, da er Symptome einer Gehirnerschütterung aufwies. Holloway wurde durch die UFC für 30 Tage suspendiert, jedoch ergab keine medizinische Untersuchung den Grund für seine Symptome. Brian Ortega hatte weder Interesse an einem Ersatzkampf noch an einem Interim-Titelkampf und wurde daher ebenfalls von dem Event gestrichen. Er erhielt nach eigenen Angaben keine Kompensation durch die UFC.
Letztendlich fand der Titelkampf gegen Holloway am 8. Dezember 2018 statt, beim Event UFC 231: Holloway vs. Ortega. Brian Ortega verlor zum ersten Mal in seiner professionellen Karriere. Nach der vierten Runde unterbrach das Arztteam den Wettkampf aufgrund von Ortegas Zustand. Er erlitt einen Nasenbruch und einen Daumenbruch an der linken Hand. Der Titelkampf wurde zum Fight of the Night gekürt, beide Kontrahenten erhielten den entsprechenden Bonus (siehe oben).

## Erfolge
- UFC
  - "Fight of the Night": 6. Juni 2015, gegen Thiago Tavares
  - "Fight of the Night": 29. Juli 2017, gegen Renato Moicano
  - "Fight of the Night" und "Performance of the Night": 9. Dezember 2017, gegen Cub Swanson
  - "Performance of the Night": 3. März 2018, gegen Frankie Edgar
  - "Fight of the Night": 8. Dezember 2018, gegen Max Holloway
  - Bester Rang Featherweight Division: #1[30]
- World MMA Awards
  - "Breakthrough Fighter of the Year": 2018[31]
- Resurrection Fight Alliance
  - RFA Featherweight Champion: 24. Januar 2014, nach Sieg gegen Keoni Koch[32]

## Mixed Martial Arts Statistik
| Profi-Rekord Zusammenfassung | Profi-Rekord Zusammenfassung | Profi-Rekord Zusammenfassung |
| 17 Kämpfe                    | 15 Siege                     | 1 Niederlage                 |
| ---------------------------- | ---------------------------- | ---------------------------- |
| Knockout                     | 3                            | 1                            |
| Aufgabe                      | 7                            | 0                            |
| Punktentscheidung            | 4                            | 0                            |
| No Contest                   | 1                            | 1                            |

| Ergebnis   | Profi-Rekord | Gegner           | Datum            | Veranstaltung                                      | Methode                        | Runde | Zeit |
| ---------- | ------------ | ---------------- | ---------------- | -------------------------------------------------- | ------------------------------ | ----- | ---- |
| Sieg       |              |                  |                  | UFC Fight Night: The Korean Zombie vs Brian Ortega | WIN Decision                   |       |      |
| Niederlage | 14-1-(1)     | Max Holloway     | 8. Dezember 2018 | UFC 231: Holloway vs. Ortega                       | TKO (Unterbrochen durch Arzt)  | 4     | 5:00 |
| Sieg       | 14-0-(1)     | Frankie Edgar    | 3. März 2018     | UFC 222: Cyborg vs. Kunitskaya                     | KO (Schlag)                    | 1     | 4:44 |
| Sieg       | 13-0-(1)     | Cub Swanson      | 9. Dezember 2017 | UFC Fight Night: Swanson vs. Ortega                | Aufgabe (Guillotine Choke)     | 2     | 3:22 |
| Sieg       | 12-0-(1)     | Renato Moicano   | 29. Juli 2017    | UFC 214: Cormier vs. Jones 2                       | Aufgabe (Guillotine Choke)     | 3     | 2:59 |
| Sieg       | 11-0-(1)     | Clay Guida       | 4. Juni 2016     | UFC 199: Rockhold vs. Bisping 2                    | KO (Knie)                      | 3     | 4:40 |
| Sieg       | 10-0-(1)     | Diego Brandao    | 2. Jänner 2016   | UFC 195: Lawler vs. Condit                         | Aufgabe (Triangle Choke)       | 3     | 1:37 |
| Sieg       | 9-0-(1)      | Thiago Tavares   | 6. Juni 2015     | UFC Fight Night: Boetsch vs. Henderson             | TKO (Schläge)                  | 3     | 4:10 |
| NC         | 8-0-(1)      | Mike de la Torre | 26. Juli 2014    | UFC on FOX 12: Lawler vs. Brown                    | No Contest (overturned)        | 1     | 1:39 |
| Sieg       | 8-0          | Keoni Koch       | 24. Jänner 2014  | RFA 12: Ortega vs. Koch                            | Punktentscheidung (Split)      | 5     | 5:00 |
| Sieg       | 7-0          | Jordan Rinaldi   | 16. August 2013  | RFA 9: Munhoz vs. Curran                           | Aufgabe (Triangle Choke)       | 3     | 2:29 |
| Sieg       | 6-0          | Thomas Guimond   | 4. Mai 2013      | RITC: Respect in the Cage                          | Aufgabe (Triangle Choke)       | 1     | 4:02 |
| Sieg       | 5-0          | Carlos Garces    | 12. März, 2011   | RITC: Respect in the Cage                          | Punktentscheidung (einstimmig) | 5     | 5:00 |
| Sieg       | 4-0          | Chris Mercado    | 15. Jänner 2011  | RITC: Respect in the Cage                          | Punktentscheidung (einstimmig) | 3     | 5:00 |
| Sieg       | 3-0          | Vincent Martinez | 24. Juli 2010    | RITC: Respect in the Cage                          | Aufgabe (Rear Naked Choke)     | 1     | 1:54 |
| Sieg       | 2-0          | Brady Harrison   | 27. Juni 2010    | Gladiator Challenge: Bad Behavior                  | Punktentscheidung (einstimmig) | 3     | 3:00 |
| Sieg       | 1-0          | John Sassone     | 25. April 2010   | Gladiator Challenge: Maximum Force                 | Aufgabe (Triangle Choke)       | 1     | 1:48 |